# Herbert Sultan
Herbert Sultan (geboren 22. Juni 1894 in Thorn; gestorben 26. Oktober 1954 in Heidelberg) war ein deutscher Wirtschafts- und Sozialwissenschaftler.

## Leben
Sultan war der ältere Halbbruder der Pianistin Grete Sultan. Er studierte an den Universitäten in Freiburg, Kiel und Berlin und wurde 1921 in Freiburg zum Dr. rer. pol. promoviert. Sultan habilitierte sich 1931 an der Universität Heidelberg und wurde dort dann zuerst Wissenschaftlicher Assistent und dann außerordentlicher Professor. 1933 wurde er wegen seiner jüdischen Abstammung beurlaubt, was jedoch ausgesetzt wurde, nachdem er einen Militärpass vorweisen konnte. 1936 wurde ihm dann aber endgültig die Lehrbefugnis entzogen. Er emigrierte 1939 nach England und war dort anfangs als Fabrikarbeiter tätig. Anschließend erhielt er von einer wissenschaftlichen Gesellschaft den Auftrag für eine größere bevölkerungsstatistische Arbeit.
Sultan kehrte bereits 1946 nach Deutschland zurück und war der einzige remigrierte Soziologe, der am 8. Deutschen Soziologentag teilnahm. Von 1947 bis zu seinem Tode war er außerordentlicher Professor für Finanzwirtschaft an der Universität Heidelberg.
Sultan war mit der Mathematikerin Charlotte Römling verheiratet, mit der er eine Tochter hatte.

## Bedeutung für die Soziologie
In der Weimarer Republik legte Sultan eine (von Max Weber beeinflusste) Untersuchung zur Soziologie des modernen Parteiensystems vor. Er entwickelte vier Idealtypen: die „Gruppe der Nichtwähler“ (als spezifisches Werbeobjekt aller Parteien); die der „Mitläufer“ (traditionelle parteitreue Wähler sowie labile Wechselwähler); die „der passiven Anhänger“ (nur beitragszahlende Parteimitglieder) und die der „aktiven Mitglieder“. Unter den Parteiführern unterschied er „echte“ (charismatische) und „unechte“ (Funktionäre): Die echten Parteiführer spielen seiner Ansicht nach nur als Gründer, Erneuerer oder Spalter eine Rolle, jedoch nie im Parteialltag.
In der Bundesrepublik Deutschland untersuchte Sultan die Stellung und Funktion der Bürokratie in der modernen Gesellschaft. Er unterscheidet zwischen Wirtschaftsbürokratie und staatlicher Bürokratie und hält Bürokratisierung (unabhängig von der Gesellschaftsformation) für unvermeidbar.

## Schriften (Auswahl)
- Gesellschaft und Staat bei Karl Marx und Friedrich Engels, Jena: G. Fischer, 1922.
- Zur Soziologie des modernen Parteiensystems. In: „Archiv für Sozialwissenschaft und Sozialpolitik“, Jg. 55, 1926
- Art und Mass der Prognose der Steuerwirkungen, Mohr, Tübingen 1931
- Die Staatseinnahmen, Mohr, Tübingen 1932
- Bürokratischer Verwaltungsstaat und soziale Demokratie (1955, mit Wolfgang Abendroth).